# Volkshilfe Österreich
Die Volkshilfe ist eine gemeinnützige und überkonfessionelle Wohlfahrtsorganisation, die in Österreich und international professionelle soziale und sozialmedizinische Einrichtungen und Projekte plant, errichtet, betreibt und unterstützt.

## Geschichte

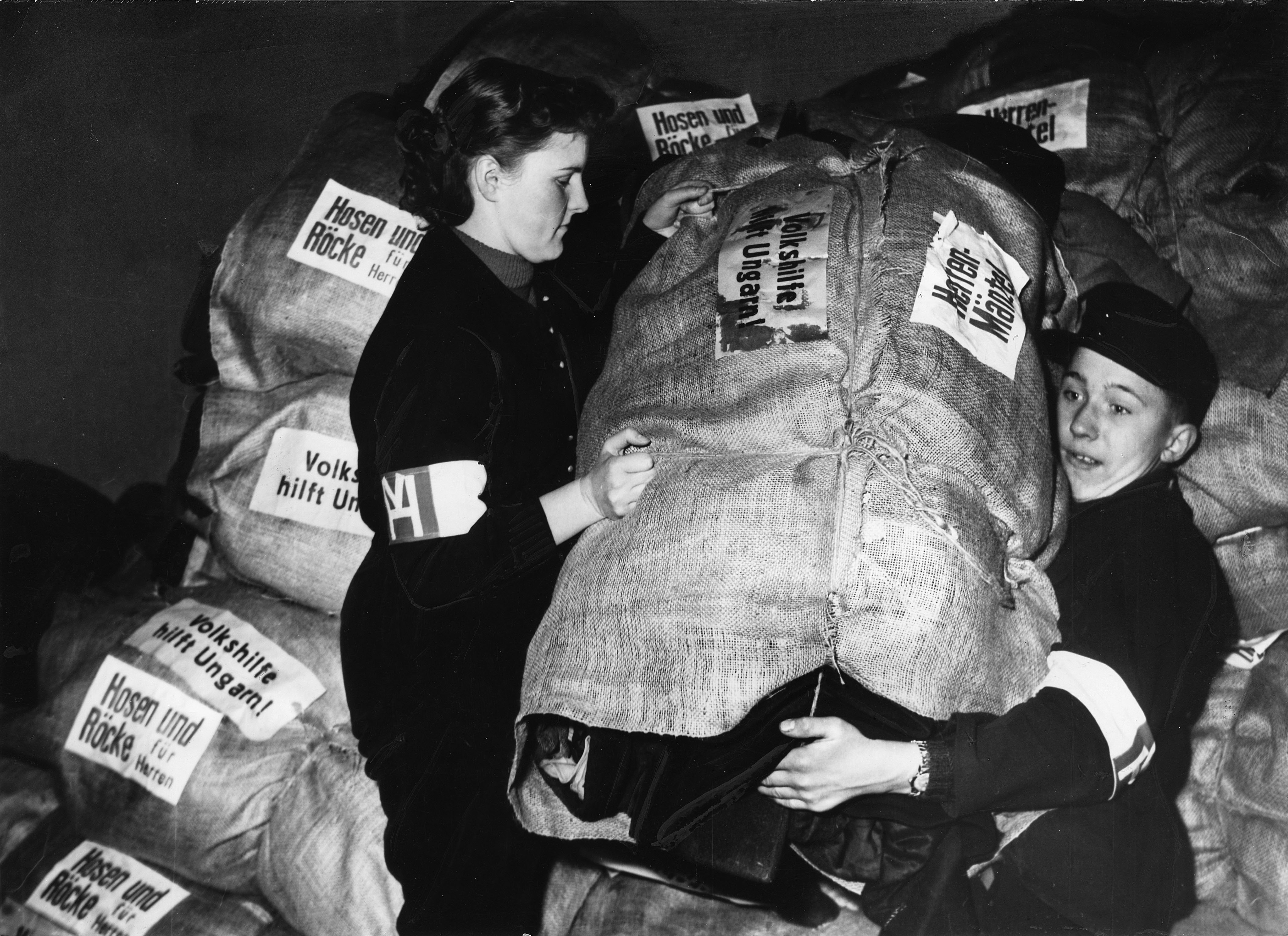
Ungarnhilfe der Volkshilfe 1956

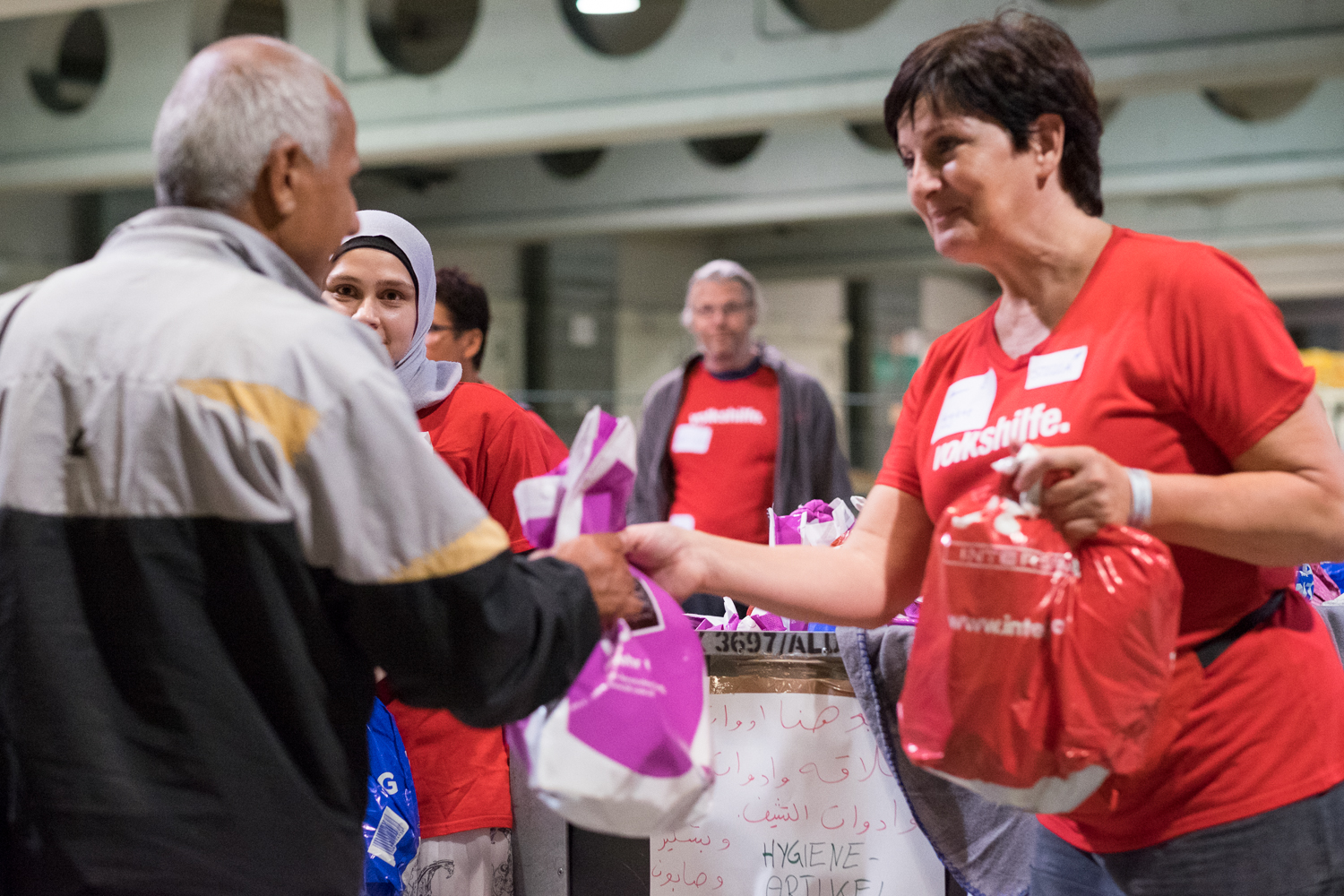
Flüchtlingshilfe der Volkshilfe Oberösterreich 2015

Am 21. März 1947 wurde der Verband als parteiunabhängige, gemeinnützige Wohlfahrtsvereinigung in Wien gegründet. Die ersten Aufgaben konzentrierten sich auf die unter Hungersnot, Arbeitslosigkeit und mangelhafter Gesundheitsversorgung leidende Bevölkerung nach dem Krieg. Mitbegründerin und erste gewählte Präsidentin war Luise Renner, die Frau des damaligen Bundespräsidenten Karl Renner. Erster geschäftsführender Präsident war Josef Afritsch, als Vizepräsidenten fungierten Ferdinanda Flossmann und Willi Forst. Weitere Gründungsmitglieder waren Theodor Körner, Johann Böhm, Hilda Schärf, Josef Holaubek, Maria Matzner, Bruno Kreisky und Marte Harell.
Ebenfalls im Jahr 1947 erfolgte die Gründung der ersten sechs Landesorganisationen in Wien, Salzburg, Niederösterreich, Oberösterreich, der Steiermark und Kärnten. Als letzter der insgesamt neun Landesverbände wurde 1954 die Volkshilfe Vorarlberg gegründet. Die Volkshilfe entwickelte sich seither zu einer der fünf größten Organisationen der freien Wohlfahrtspflege in Österreich. Traditionell gilt die Volkshilfe als SPÖ-nah und ist somit quasi das Gegenstück zum ÖVP-nahen Hilfswerk Österreich – ein Relikt der österreichischen Proporzdemokratie der Nachkriegszeit, in welcher die damals größten zwei Parteien die freie Wohlfahrtspflege in ihr jeweiliges gesellschaftspolitisches Umfeld integrierten.
Im Jahr 2004 konnte Margit Fischer als Schirmfrau für die Aktion „Armut tut weh“, einer Kampagne gegen Armut in Österreich, gewonnen werden. Fischer engagiert sich seither für die Volkshilfe.  Seit dem Jahr 2005 besteht die Volkshilfe-Initiative „THARA“ die sich für die Integration von Roma und Sinti  in den österreichischen Arbeitsmarkt einsetzt. Im Jahr 2013 wurde mit Hilfe der Volkshilfe Österreich die Volkshilfe Griechenland, „Laiki Voithia Hellas“, gegründet. Für die Kampagne „Kinderarmut ist kein Märchen“ im Jahr 2014 konnte der Kinder- und Jugendbuchautor Thomas Brezina als Testimonial gewonnen werden. Brezina engagiert sich seither für Volkshilfe-Projekte gegen Kinderarmut (siehe auch: Schulstartaktion).
Im Zuge der anhaltenden Flüchtlingskrise begründete die Volkshilfe im September 2015 „solidART for refugees“, eine Initiative von Künstlern und Intellektuellen. Als erste Aktion dieses Projektes veranstaltete die Volkshilfe am 3. Oktober 2015 ein großes Solidaritätskonzert für Asylsuchende mit dem Titel „Voices for Refugees - Solidaritätskonzert für ein menschliches Europa“ am Wiener Heldenplatz. Beim Konzert traten unter anderem Die Toten Hosen, Zucchero, Konstantin Wecker, Bilderbuch und Conchita Wurst als Live-Acts auf. Es wurde von über 100.000 Menschen bei freiem Eintritt besucht.

## Aufbau und Mitarbeiter

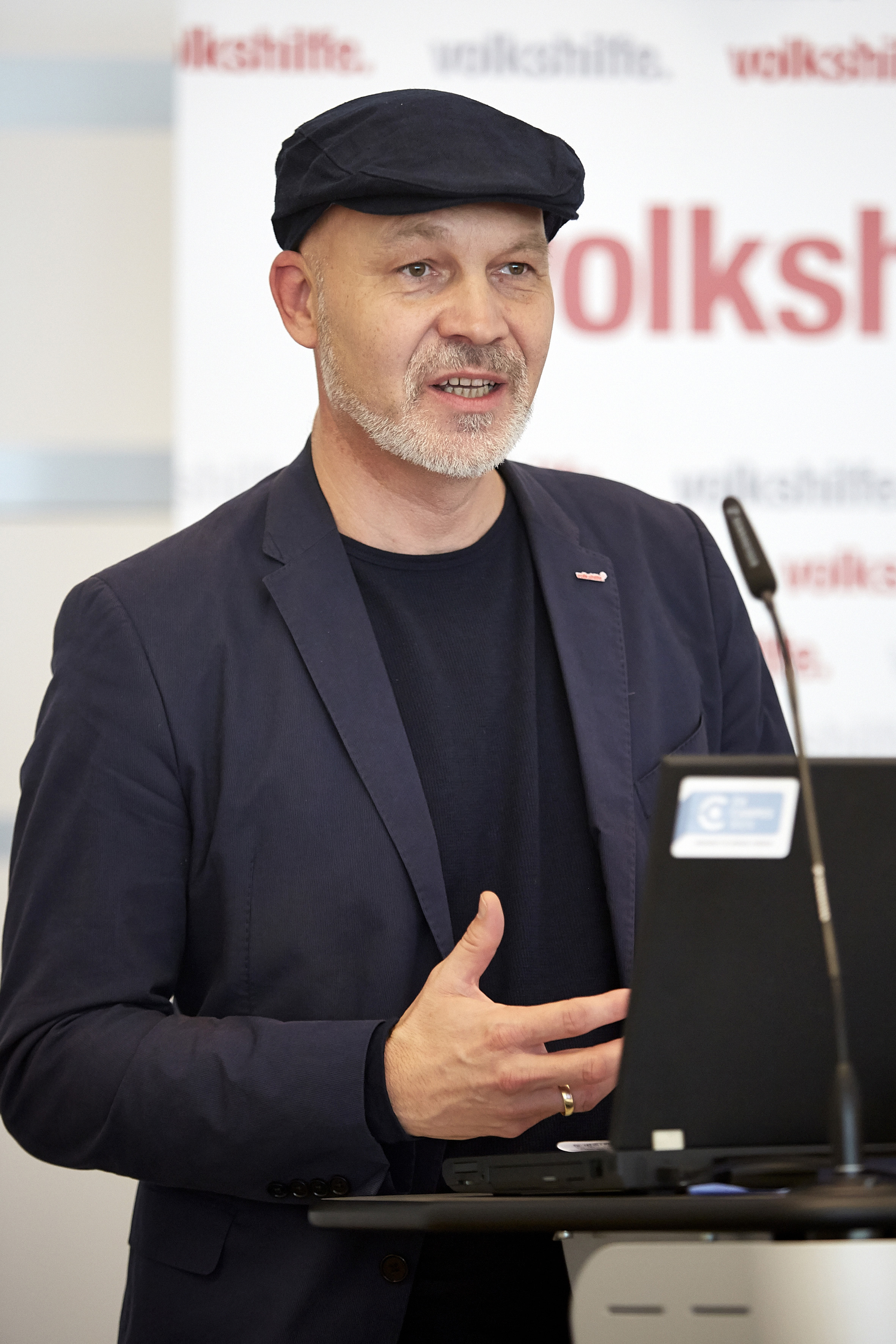
Erich Fenninger, Bundesgeschäftsführer der Volkshilfe Österreich, 2015

Die Volkshilfe besteht aus neun eigenständigen Organisationen mit eigener Finanzverantwortung in den österreichischen Bundesländern. Als zentrale Koordinationsstelle der Landesorganisationen fungiert die Volkshilfe Österreich mit Sitz in Wien, die auch für die bundesweiten Agenden der Volkshilfe zuständig ist. Die Volkshilfe Österreich – auch „Bundesgeschäftsstelle“ – ist de jure ein im Vereinsregister eingetragener Bundesverband von Vereinen. Präsidentin der Volkshilfe Österreich war ab 2015 Barbara Gross, Bundesgeschäftsführer ist seit 2003 Erich Fenninger. Von 1991 bis 2015 war Josef Weidenholzer Präsident der Volkshilfe Österreich. Im Mai 2019 wurde auf der Bundeskonferenz Ewald Sacher zum Präsidenten gewählt.
Jede einzelne Volkshilfe-Institution ist ein eigener Rechtskörper und als Trägerorganisation für soziale Dienstleistungen tätig. Die meisten von ihnen sind als Verein eingetragen. Für den Beschäftigungsbereich in Wien besteht ein eigener Verein, die „Volkshilfe Beschäftigung“. Im Jahr 2009 wurde zur Organisation des Spendenbereichs und der internationalen Arbeit zudem die „Volkshilfe Solidarität“ gegründet. Dieser Verein ist Träger des österreichischen Spendegütesiegels.
Im Jahr 2014 waren österreichweit rund 9000 Mitarbeiter sowie 25.000 Ehrenamtliche für die Volkshilfe tätig. Sie arbeiten unter anderem in 29 Seniorenheimen, 8 Tageszentren, der mobilen Betreuung und in der 24-Stunden-Betreuung. Die Volkshilfe betreibt weiters 42 Flüchtlingseinrichtungen, 133 Kinderbetreuungseinrichtungen und rund 40 arbeitsmarktpolitische Projekte für Jugendliche, Menschen mit Behinderung, Transitmitarbeiter und Lehrlinge.

## Präsidenten
- 1947 bis Jahr Luise Renner
- ~1960er: Josef Afritsch
- bis 1990: Fritz Hofmann
- 1991 bis 2015: Josef Weidenholzer[14]
- 2015 bis 2019: Barbara Gross
- seit 2019: Ewald Sacher[1]

## Tätigkeit

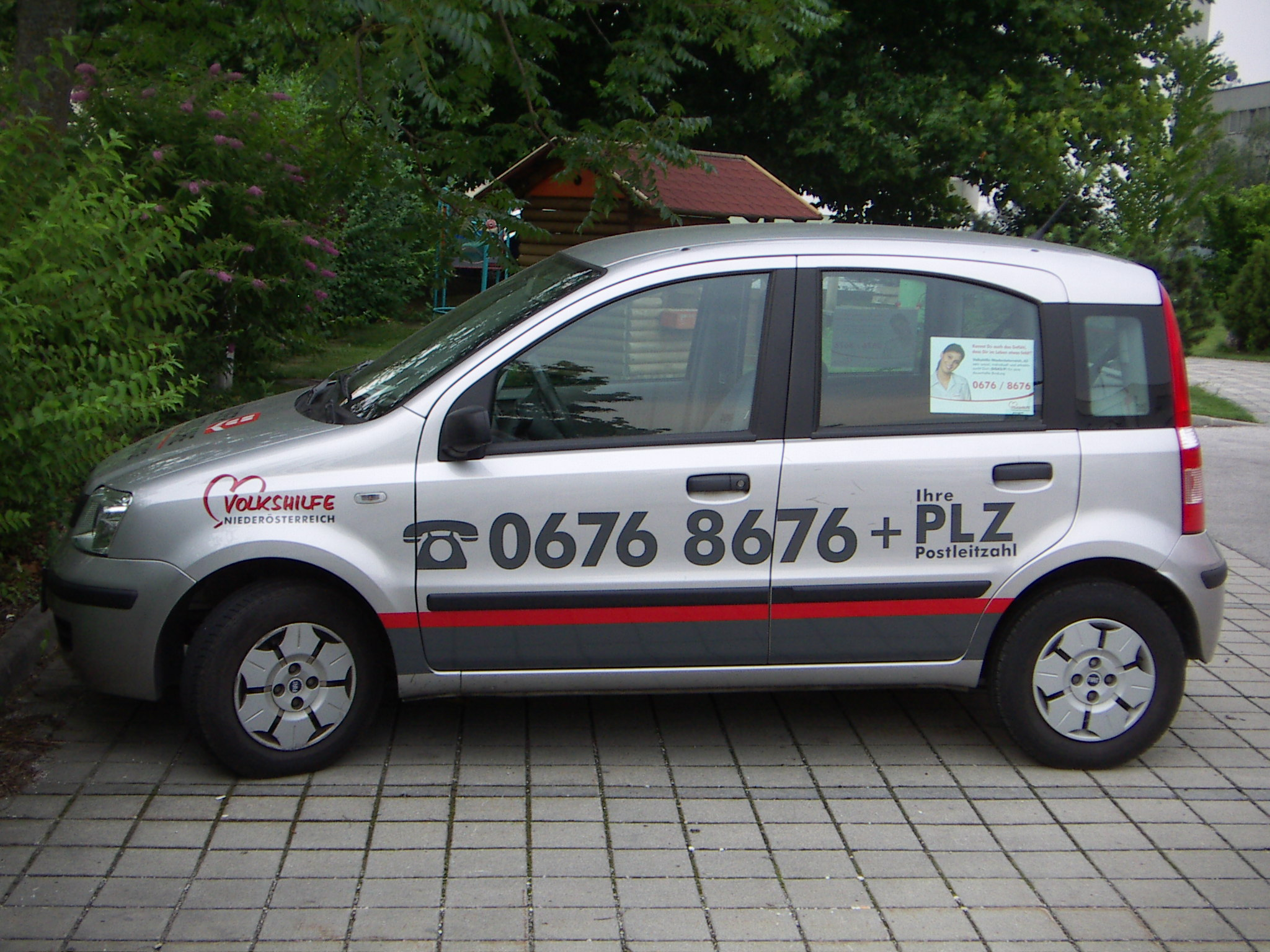
Volkshilfe Niederösterreich, Auto der mobilen Hauskrankenpflege

Die Volkshilfe engagiert sich in den Bereichen Soziale Sicherheit, Arbeitslosigkeit, Armut, Behinderung, Obdachlosigkeit, Menschenrechte, Migration, Gesundheits- und Krankenpflege, Humanitäre Hilfe, Not- und Katastrophenhilfe und Internationale Zusammenarbeit. Einen Schwerpunkt bilden Pflege- und Betreuungsleistungen, u. a. die mobile Pflege. Die Organisation ist Mitglied der Bundesarbeitsgemeinschaft Freie Wohlfahrt (BAG), der Armutskonferenz, der Berufsvereinigung von Arbeitgebern für Gesundheits- und Sozialberufe (BAGS) und Gründungsmitglied des internationalen Menschenrechtsverbandes Solidar. International ist die Volkshilfe in den folgenden Ländern und Regionen präsent: Albanien, Serbien, Kosovo, Haiti, Indien, Moldau, Nepal, Philippinen, Ukraine, Westsahara, Nord-Irak.
In Österreich hat die Volkshilfe einen Vertrag mit dem Arbeitsmarktservice geschlossen, der die Volkshilfe verpflichtet, jede vom Arbeitsmarktservice zugewiesene Person im Rahmen ihrer sozialökonomischen Betriebe in Betreuung zu nehmen und zu beschäftigen. Die Arbeitsuchenden sind nach einer gewissen Zeit der Arbeitslosigkeit ebenfalls verpflichtet, jede beliebige Tätigkeit anzunehmen. So gelingt es der Volkshilfe in ihren sozialökonomischen Betrieben, eine sehr heterogene Gruppe von Menschen zu beschäftigen. Sogar hochqualifizierte, hochmotivierte Akademiker und Akademikerinnen, die keinen ihren Kompetenzen adäquaten Arbeitsplatz auf dem ersten Arbeitsmarkt finden können, werden vorurteilslos in gleichberechtigter Weise für sinnstiftende Hilfstätigkeiten zu sehr geringen Löhnen auf dem zweiten Arbeitsmarkt im Bereich Gartenarbeit und Abrisstätigkeiten eingesetzt, wie Menschen mit ausschließlicher Grundbildung, mit krimineller Vergangenheit oder Menschen, die Suchterkrankungen und andere psychische Störungen überwunden haben. So gelingt es dem Arbeitsmarktservice gemeinsam mit der Volkshilfe, dass der Unterschied zwischen Hochgebildeten und Menschen die keine Chance auf Bildung hatten praktisch völlig verschwindet, wodurch eine egalitäre Gesellschaft gefördert wird.
Seit 2008 vergibt die Volkshilfe Österreich gemeinsam mit der Zeitschrift „Pflegenetz“ den Österreichischen Pflege- und Betreuungspreis. Seit 2014 wird dieser Preis, nach der ersten Volkshilfe-Präsidentin, „Luise“ benannt. Die Statuette, welche den Preisträgern verliehen wird, wurde vom Künstler Manfred Wakolbinger gestaltet.

## Finanzierung
Der Jahresumsatz der Volkshilfe lag im Jahr 2014 bei 306.413.078 Euro. Der Umsatz der Volkshilfe ist nach § 6 UStG von der Umsatzsteuer befreit. Der Anteil der Spenden lag mit EUR 3,7 Mio. (2014) bzw. EUR 3,8 Mio. (2015) bei lediglich 1 % des gesamten Umsatzes. Die Organisation des Spendenbereichs erfolgt über den im Jahr 2009 gegründeten Verein „Volkshilfe Solidarität“.